# Докучаево (Крым)
Докуча́ево (до 1948 года совхоз Теленчи́; укр. Докучаєве, крымскотат. Tilençi, Тиленчи) — село в Красногвардейском районе Республики Крым, входит в состав Колодезянского сельского поселения (согласно административно-территориальному делению Украины — Колодезянского сельского совета Автономной Республики Крым).

## Население
| 2001 | 2014 |
| ---- | ---- |
| 477  | ↘277 |

Всеукраинская перепись 2001 года показала следующее распределение по носителям языка
| Язык             | Процент |
| ---------------- | ------- |
| русский          | 62,68   |
| крымскотатарский | 23,69   |
| украинский       | 11,53   |
| белорусский      | 1,26    |

### Динамика численности
| - 1892 год — 4 чел. - 1900 год — 17 чел. - 1911 год — 75 чел. - 1915 год — 17/79 чел. - 1926 год — 137 чел. | - 1989 год — 433 чел. - 2001 год — 477 чел. - 2009 год — 437 чел. - 2014 год — 277 чел. |

## Современное состояние
На 2017 год в Докучаево числится 9 улиц; на 2009 год, по данным сельсовета, село занимало площадь 90,2 гектара на которой, в 165 дворах, проживало 437 человек. В селе действует библиотека, Докучаево связано автобусным сообщением с райцентром и соседними населёнными пунктами.

## География
Докучаево — село на юго-востоке района, в степном Крыму, высота центра села над уровнем моря — 84 м. Соседние сёла: Холмовое в 3 км на север, Азов в 3,5 км на северо-запад и Пологи в 5 км на юг. Ближайшая железнодорожная станция — Элеваторная — примерно в 24 километрах, расстояние до райцентра — около 26 километров (по шоссе). Транспортное сообщение осуществляется по региональной автодороге 35Н-263 Октябрьское — Докучаево длиной 27,0 км (по украинской классификации — С-0-10653).

## История
Немецкое меннонитское поселение Теленчи Старые, или Теленчи-Джурт, основано, согласно энциклопедическому словарю «Немцы России», в 1870 году на 1312 десятинах земли на территории Зуйской волости Симферопольского уезда. После земской реформы 1890-х годов селение подчинили воссозданной Табулдинской волости, тогда же оно впервые встречается в доступных источниках — в «…Памятной книжке Таврической губернии на 1892 год», согласно которой на хуторе Теленчи-Джурт, входившем в Айтуганское сельское общество, в 1 домохозяйстве числилось 4 жителя. По «…Памятной книжке Таврической губернии на 1900 год» на хуторе Теленчи-Джурт в 2 домохозяйствах числилось 17 жителей. На 1902 год в деревне работал фельдшер. В 1911 году, согласно энциклопедическому словарю, здесь проживало 75 человек. По Статистическому справочнику Таврической губернии. Ч.II-я. Статистический очерк, выпуск шестой Симферопольский уезд, 1915 год, в экономии И. Я. Твярта Старые Теленчи Табулдинской волости Симферопольского уезда числилось 2 двора с населением в количестве 17 человек приписных жителей и 79 — «посторонних».
После установления в Крыму Советской власти и учреждения 18 октября 1921 года Крымской АССР, в составе Симферопольского уезда был образован Биюк-Онларский район, в состав которого включили село. В 1922 году уезды получили название округов. 11 октября 1923 года, согласно постановлению ВЦИК, в административное деление Крымской АССР были внесены изменения, в результате которых был ликвидирован Биюк-Онларский район и село включили в состав Симферопольского. Согласно Списку населённых пунктов Крымской АССР по Всесоюзной переписи 17 декабря 1926 года, в совхозе Теленчи, Табулдинского сельсовета Симферопольского района, числилось 26 дворов, из них 3 крестьянских, население составляло 52 человека, из них 17 русских, 14 украинцев, 6 татар, 1 эстонец, 14 записаны в графе «прочие», а в селе Теленчи Старые, того же сельсовета — 19 крестьянских дворов, 85 жителей, 51 немец, 30 русских, 1 украинец, 3 записаны в графе «прочие». Постановлением КрымЦИКа от 15 сентября 1930 года был вновь создан Биюк-Онларский район (указом Президиума Верховного Совета РСФСР № 621/6 от 14 декабря 1944 года переименованный в Октябрьский), теперь как немецкий национальный (лишённый статуса национального постановлением Оргбюро ЦК КПСС от 20 февраля 1939 года), село включили в его состав.
Вскоре после начала Великой Отечественной войны, 18 августа 1941 года крымские немцы были выселены, сначала в Ставропольский край, а затем в Сибирь и северный Казахстан.
После освобождения Крыма от нацистов в апреле, 12 августа 1944 года было принято постановление № ГОКО-6372с «О переселении колхозников в районы Крыма» и в сентябре 1944 года в район приехали первые новоселы (57 семей) из Винницкой и Киевской областей, а в начале 1950-х годов последовала вторая волна переселенцев из различных областей Украины. С 25 июня 1946 года Теленчи в составе Крымской области РСФСР. Указом Президиума Верховного Совета РСФСР от 18 мая 1948 года, населенный пункт совхоза Теленчи переименовали в Докучаево, в честь известного русского геолога и почвоведа Василия Докучаева. 26 апреля 1954 года Крымская область была передана из состава РСФСР в состав УССР. Время включения в Колодезянский сельсовет пока не установлено: на 15 июня 1960 года село уже числилось в его составе.
Указом Президиума Верховного Совета УССР «Об укрупнении сельских районов Крымской области», от 30 декабря 1962 года, Октябрьский район был упразднён и Докучаево присоединили к Красногвардейскому району. По данным переписи 1989 года в селе проживало 433 человека. С 12 февраля 1991 года село в восстановленной Крымской АССР, 26 февраля 1992 года переименованной в Автономную Республику Крым. С 21 марта 2014 года в составе Крыма аннексировано Россией.